# Lepanthes frigida
Lepanthes frigida är en orkidéart som beskrevs av Carlyle August Luer. Lepanthes frigida ingår i släktet Lepanthes och familjen orkidéer. Inga underarter finns listade i Catalogue of Life.